# Сунгоркін Володимир Миколайович
Сунгоркін Володимир Миколайович (16 червня 1954, Хабаровськ, РРФСР, СРСР — 14 вересня 2022, Рощино, Приморський край, Росія) — радянський і російський журналіст, репортер і медіаменеджер, колумніст. Головний редактор газети «Комсомольская правда» (1997—2022). За сумісництвом генеральний директор ЗАТ «Комсомольськая правда» (2002—2022). У грудні 2003 року увійшов до п'ятірки найвпливовіших медіаменеджерів пострадянської Росії за версією журналу «Кар'єра» та тижневика «Новий погляд». Заслужений журналіст Російської Федерації (2018).